# Lifted or The Story is in the Soil, Keep Your Ear to the Ground
A Lifted or The Story Is in the Soil, Keep Your Ear to the Ground a Bright Eyes negyedik stúdióalbuma, amelyet 2002. augusztus 13-án adott ki a Saddle Creek Records. A csapat a Late Show with David Letterman című műsorban előadta a lemezen egyébként nem szereplő The Trees Get Wheeled Away dalt. Az alkotásra irodalmi utalás is található: Jonathan Franzen „Szabadság” című regényében a két főszereplő, Walter és Richard a lemezt bemutató koncerten vesznek részt.
Az album a Saddle Creek Records 46. kiadványa.

## Számlista
Az összes dal szerzője a Bright Eyes. 
| 1.    | The Big Picture                                    | 8:42  |
| 2.    | Method Acting                                      | 3:42  |
| 3.    | False Advertising                                  | 5:52  |
| 4.    | You Will. You? Will. You? Will. You? Will.         | 3:25  |
| 5.    | Lover I Don’t Have to Love                         | 4:00  |
| 6.    | Bowl of Oranges                                    | 4:48  |
| 7.    | Don’t Know When But a Day Is Gonna Come            | 6:31  |
| 8.    | Nothing Gets Crossed Out                           | 4:34  |
| 9.    | Make War                                           | 6:16  |
| 10.   | Wase of Paint                                      | 6:29  |
| 11.   | From a Balance Beam                                | 3:40  |
| 12.   | Laura Laurent                                      | 4:56  |
| 13.   | Let's Not Shit Ourselves (To Love and to Be Loved) | 10:07 |
| 73:08 |                                                    |       |

## Fogadtatás
A lemez pozitív fogadtatásban részesült, a Rolling Stone a 2002-es listáján a negyedik lett; ezenkívül Conor Oberst és a Bright Eyes áttörő albumának értékelték. A Kludge szintén szerepeltette saját 2002-es listáján. A Blender a 100 legjobb indie rock-albumot szerepeltető listáján az 52. helyre sorolta.
Ez volt a Bright Eyes első albuma amely felkerült a Billboard 200 listára: egy hétig szerepelt a 161. helyen. A Nielsen SoundScan adatai alapján az USA-ban megjelenése után 184 000, 2009-ig pedig összesen 340 000 példány kelt el.

## Közreműködők
- Conor Oberst – beszéd, gitár, zongora, rhodes
- Mike Mogis – gitár, bendzsó, harang, ütőcimbalom, vibrafon, harangjáték, mandolin, dobro, pedal steel gitár, producer
- Andy LeMaster – elektromos gitár, billentyűk, énekharmónia
- Casey Scott, Matt Magin – basszusgitár
- Chris Brooks – zongora
- Clark Baechle – dob, klarinét
- Clay Leverett – dob, énekharmónia
- Gretta Cohn – cselló
- Jason Flatowicz – harsona
- Julee Dunekacke – kürt
- Jiha Lee – fuvola, énekharmónia
- Katie Muth – oboa
- Margaret Fish – fagott
- Maria Taylor – zongora, orgona, énekharmónia
- Matt Focht, Clint Schnase, Mike Sweeney – dob
- Sean Cole – szájharmonika
- Orenda Fink – trombita, énekharmónia
- Ted Stevens – elektromos gitár
- Tiffany Kowalski – hegedű
- Todd Baechle, Jenny Lewis, Blake Sennett – énekharmónia

## Fordítás
Ez a szócikk részben vagy egészben  a   Lifted or The Story is in the Soil, Keep Your Ear to the Ground című angol Wikipédia-szócikk ezen változatának fordításán alapul.  Az eredeti cikk szerkesztőit annak laptörténete sorolja fel. Ez a jelzés csupán a megfogalmazás eredetét és a szerzői jogokat jelzi, nem szolgál a cikkben szereplő információk forrásmegjelöléseként.